# Augusto Cezar de Freitas
Augusto Cezar de Freitas (Rio de Janeiro,  – 22 de dezembro de 1930) foi um médico brasileiro.
Doutorado em medicina pela Faculdade de Medicina e Farmácia do Rio de Janeiro em 1897, defendendo a tese “O Tratamento das Neurites pela Electroterapia”. Foi eleito membro da Academia Nacional de Medicina em 1900, com o número acadêmico 204, ocupando a Cadeira 07, que tem José Pereira Rego como patrono.